# Statue de Pania
 (septembre 2022).
La statue de Pania (anglais : statue of Pania), aussi connue sous le nom de Pania of the Reef (Pania du Récif) est située à Napier en Nouvelle-Zélande face à l'océan Pacifique. Elle honore la vie de Pania, une figure de la mythologie maorie. Elle est souvent comparée à la statue de La Petite Sirène à Copenhague.

## Historique

### Origine de la statue
La statue est commandée par des membres du Thirty Thousand Club après que l'évêque anglican d'Aotearoa, Frederick Bennett, leur relate la légende de Pania. Plusieurs étudiantes du Hukarere Girls College sont photographiées comme modèles pour la statue. C'est finalement Mei Irihapiti Robin (devenue Mei Whaitiri, la mère de la députée locale Meka Whaitiri) qui est sélectionnée,.

### Conception
Une jupe piupiu traditionnelle et les photos de Mei sont envoyées à la société italienne de marbre de Carrare à Carrare, en Italie. Elles sont utilisées pour créer un modèle en argile. Ce modèle d'argile est ensuite utilisé pour produire la statue en bronze, dont le poids est estimé entre 60 et 70 kg. La statue est dévoilée le 10 juin 1954 par le Premier ministre Sidney Holland.

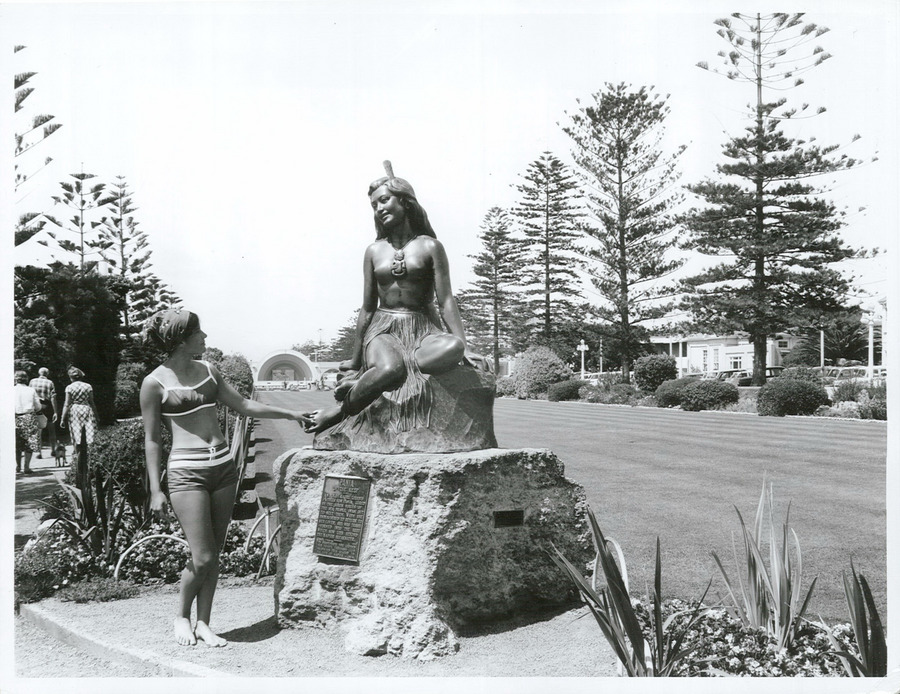
La statue en 1967.

### Vandalisme et vol
En 1982, la statue reçoit une balle dans la tête. Les dégâts sont ensuite réparés.
Le 27 octobre 2005, la statue est volée,, mais est découverte par Jeff Foley et récupérée par la police le 4 novembre. La statue est restaurée, puis replacée le 16 novembre 2005.

## Comparaison avecLaPetite Sirènede Copenhague
La statue a souvent été comparée à la statue de La Petite Sirène à Copenhague. Il y a, en effet, une ressemblance entre les deux sculptures, car les deux statues sont petites, en bronze et près de l'océan, et les deux sont basées sur des histoires similaires.